# Eric Wallström
Eric Wallström, född 19 oktober 1720 i Gävle församling, död 15 december 1758 i Sankt Olofs församling, Östergötlands län, var en svensk präst.

## Biografi
Wallström föddes 1720 i Gävle församling. Han var son till stadssekreteraren Thomas Wallström och Catharina Stocklin. Wallström studerade i Gävle och blev student vid Uppsala universitet i oktober 1736. Han avlade examen theologicum 17 december 1742, oeconomicum examen 18 december 1742, examen philosophicum 9 mars 1743 och magisterexamen 23 juni 1743. Wallström prästvigdes i Uppsala domkyrka 20 december 1743 och blev aftonsångspredikant i Uppsala församling i augusti 1746. Han blev i maj 1748 hospitalspredikant och syssloman i Uppsala församling, samt från december 1752 extra ordinarie predikant vid Livregementet. I maj 1754 blev han kyrkoherde i Sankt Olofs församling, Norrköping, tillträde under hösten och blev 30 december 1754 prost. Wallström avled 1758 i Sankt Olofs församling och begravdes 29 december samma år av Petrus Lagerman.
Wallström var orator vid prästmötet i Uppsala 1753, predikant vid prästmötet i Linköping 1755.

### Familj
Wallström gifte sgi 29 december 1754 med Margareta Christina Evensson (1737–1762). De fick tillsammans barnen David Wallström, Greta Stina Wallström (1758–1766) och Catharina Charlotta Wallström (1759–1820) som var gift med tobaksfabrikören Petter Jacob Swartz i Norrköping.